# Oecetis arawana
Oecetis arawana är en nattsländeart som beskrevs av Arturs Neboiss 1989. Oecetis arawana ingår i släktet Oecetis och familjen långhornssländor. Inga underarter finns listade i Catalogue of Life.